# Podzimní maraton
Podzimní maraton (rusky Osennij marafon – Осе́нний марафо́н) je sovětský film natočený v roce 1979 režisérem Georgijem Danělijou podle scénáře Alexandra Volodina vzniklého na základě jeho stejnojmenné divadelní hry. Hořká komedie o člověku, který se snaží vyhovět všem kolem sebe, v důsledku čehož se sám dostává do slepé uličky. V kinech byl film poprvé uveden v lednu 1980.

## Děj
Andrej Buzykin (Oleg Basilašvili) je talentovaný překladatel, který pracuje pro jisté leningradské nakladatelství a přednáší na Leningradské univerzitě. V soukromém životě se potácí mezi manželkou Ninou (Natalja Gundareva) a milenkou Allou (Marina Nějolova). Alla Andreje miluje a chce po něm, aby kvůli ní opustil ženu a měl s ní dítě. Andrej ale nechce zklamat svou ženu, pokouší se fungovat normálně v obou vztazích a pomocí hloupých výmluv se je oba snaží udržet. Když se jeho žena dozví o existenci milenky a dá se do pláče, Andrej chce vztah s Allou ukončit, nakonec ale není schopen učinit konečné rozhodnutí.
Buzykinova nekonfliktnost, jeho neschopnost říci „ne“ a obavy, aby někoho neurazil či nepoškodil, se projevují i v jeho vztazích s jinými lidmi, například s jeho hostem, profesorem Hansenem z Dánska (Norbert Kuchinke), který jej doslova násilím nutí každé ráno společně běhat. Andreje bezostyšně využívá i jeho ne příliš nadaná kolegyně Varvara (Galina Volček), která se mimoto plete i do jeho osobního života. Přestože má velké problémy odevzdat v termínu jistý rukopis, není Buzykin schopen odmítnout ani svého souseda, zámečníka Charitonova (Jevgenij Leonov), když soused nutí jeho a Hansena pít s ním vodku a poté vyrazit společně do lesa na houby. Andrej, který neustále nestíhá nic dokončit včas, přichází o svou práci v nakladatelství. Současně s tím kvůli Andrejově nerozhodnosti dochází trpělivost Alle, která se s ním rozchází. K tomu všemu se dcera manželů Buzykinových Lena nečekaně a bez porady s rodiči rozhodne odletět se svým mužem na dva roky pracovně na odlehlý Žochovův ostrov, což je pro Ninu s Andrejem obrovský šok.
Poté, co se rodiče rozloučí s dcerou, se Buzykin rozhodne smířit se s manželkou, jelikož se cítí povinen být jí oporou. Přiznává se Nině k „ukončenému“ románku s Allou, ale v dalším rozhovoru náhodou zmíní, že byl na záchytce (přestože on sám tam nepřespával, byl pouze vyzvednout Hansena, kterého opil Charitonov). Nina si to vyloží jako další hloupou lež, pohádá se s ním a odchází z domu. Buzykin, který je značně vyveden z míry nejen kvůli nedůvěře ze strany Niny, ale i kvůli následkům zoufalého kopnutí do krabice, ve které se ukázala být cihla, se od této chvíle snaží ve svých vztazích s okolím vystupovat rozhodněji a pevněji, ale dlouho mu to nevydrží. Nečekaně mu zavolá Alla, aby zjistila, zda jí nevolal. Během telefonního rozhovoru, ve kterém viditelně zešedivělý Buzykin opakovaně odpovídá Alle „ano“, se vrací manželka a s nadějí v hlase se ptá Andreje, jestli je opravdu „s tamtou konec“. Ten stále se sluchátkem v ruce, nyní již ve stavu naprosté strnulosti, rezignovaným tónem automaticky odpovídá „ano“ i své ženě. Docela jako ve špatném snu, který ne a ne skončit, Buzykin v zoufalé a nyní již k neúspěchu odsouzené snaze oklamat Ninu pronáší do sluchátka otřepanou frázi: „Píšu si, zítra v sedm na katedře.“ Obě ženy v tu chvíli pochopí bolestivou pravdu, že pro žádnou z nich se už nikdy nic nezmění...
Závěrečná scéna: na pozadí podvečerního velkoměsta zdrchaný Buzykin v košili, kravatě a kalhotách a Hansen plný energie ve sportovním úboru. Oba běží... sami nevědí kam.

## Obsazení
| Herec                | Role |
| -------------------- | --- |
| Oleg Basilašvili     | Andrej Pavlovič Buzykin |
| Marina Nějolova      | Alla (Buzykinova milenka, stenografka)                                                                                     |
| Natalja Gundareva    | Nina Jevlampijevna Buzykinová (Buzykinova žena)                                                                            |
| Jevgenij Leonov      | Vasilij Ignaťjevič Charitonov (Buzykinův soused)                                                                           |
| Norbert Kuchinke     | Bill Hansen (profesor z Dánska)                                                                                            |
| Nikolaj Krjučkov     | strýček Kolja (soused Ally)                                                                                                |
| Galina Volček        | Varvara Nikitinová (Buzykinova kolegyně a bývalá spolužačka)                                                               |
| Olga Bogdanova       | Lena (dcera Buzykinových)                                                                                                  |
| Dmitrij Matvějev     | Viktor (zeť Buzykinových)                                                                                                  |
| Vladimir Grammatikov | Jevgenij Ptašuk (přítel Ally)                                                                                              |
| Vadim Medveděv       | Šeršavnikov |
| Nikita Podgornyj     | Georgij Nikolajevič Verigin (ředitel nakladatelství)                                                                       |
| Vladimir Požidajev   | řidič |
| Borislav Brondukov   | svědek při dopravní nehodě                                                                                                 |
| Vladimir Firsov      | Lifanov (Buzykinův student)                                                                                                |
| Georgij Danělija     | Otto Skorceni (důstojník ve filmu, na který se dívají Buzykinovi s dcerou a zetěm před jejich odjezdem na polární stanici) |
| Rene Chobua          | Ve filmu nevystupuje, ale je uveden v závěrečných titulcích                                                                |

## Filmový štáb
- Režie: Georgij Danělija
- Scénář: Alexandr Volodin
- Kamera: Sergej Vronskij
- Výtvarníci: Levan Šengelija, Eleonora Němeček
- Hudba: Andrej Petrov
- Dirigent: Sergej Skripka
- Pomocný režisér: Jurij Kušněrjov
- Zvuk: Alexandr Pogosjan
- Střih: Taťjana Jegoryčeva
- Hudební dramaturgie: Raisa Lukina
- Produkce: Vitalij Krivonoščenko

## Vznik filmu
Na konci 70. let napsal Alexandr Volodin scénář Nešťastný život podvodníka (rusky Gorestnaja žizň pluta – Горестная жизнь плута). Zavolal Georgiji Danělijovi, který byl tehdy uměleckým vedoucím asociace komediální a hudební kinematografie, a řekl mu, že se jedná o komedii, a scénář by tedy mohl být pro asociaci zajímavý. Danělija poslal scénář mladým režisérům Juriji Kušněrjovovi a Vasiliji Chančenkovi. Alexandru Kaljaginovi, který měl podle Volodina hrát hlavní roli, se ale nelíbilo, že by měli film natáčet nezkušení režiséři. Danělija tedy nabídl film Pavlu Arsenovovi. Ten nabídku rád přijal a slíbil, že začne s natáčením hned poté, co dokončí film na kterém právě pracoval. Krátce potom se Volodin a Kaljagin setkali s Arsenovem. Mluvili spolu asi hodinu, ale Arsenov se ani slovem nezmínil o Nešťastném životě podvodníka. Kaljagin si řekl, že když Arsenova nový scénář nezajímá, bude lépe, když se najde jiný režisér. Za týden pak přišel Volodin za Danělijou a oznámil mu své rozhodnutí udělat ze scénáře divadelní hru a nabídnout ji k inscenování. „Proč proboha?“ opáčil Danělija, „podle toho scénáře se dá natočit výborný film!“ Volodin na to zareagoval tak, že navrhl Danělijovi, aby tedy film natočil on sám. Danělija na to namítl, že se nejedná o jeho vlastní materiál. O Volodinovi se totiž říkalo, že nepovoluje žádné úpravy ve svých scénářích, a Danělija se proto zdráhal s ním spolupracovat. Nicméně nakonec se ukázalo, že s Volodinem se dá docela dobře domluvit, a Danělija se společně s ním dal do práce na filmu.

### Výběr herců
Po Danělijových scenáristických úpravách se ukázalo, že se Kaljagin na roli Buzykina vůbec nehodí. Volodin nijak neprotestoval. „Teď je to tvůj film, tak je to na tobě,“ řekl tehdy Danělijovi. Kaljaginovi měl tuto zprávu oznámit Jurij Kušněrjov, což také s radostí udělal, vždyť právě kvůli Kaljaginovi byl nakonec pouze pomocným, a nikoli hlavním režisérem filmu.
Bylo tedy nutné najít jiného herce. Vedoucí castingu Jelena Sudakovová navrhla na roli Olega Basilašviliho, ale Danělija s ním odmítal natáčet. „Tehdy jsem ho na divadle neviděl,“ řekl později, „ale v Rjazanovových filmech mi připadal takový sebevědomý, panovačný, prostě úplně jiný než Buzykin.“ Při obsazování role Buzykina podle Danělijových slov proběhly zkoušky s „celou hereckou reprezentací (sbornaja) Sovětského svazu“: Leonidem Kuravljovem, Nikolajem Gubenkem, Stanislavem Ljubšinem a dalšími. Po každé zkoušce ale Danělija řekl: „Dobré, ale není to ono.“ Sudakovová pak znovu navrhovala Basilašviliho, ale režisér ho tvrdošíjně odmítal. Nakonec Jelena Sudakovová sama pozvala Basilašviliho, aby přijel z Leningradu na zkoušku. Když se objevil v Mosfilmu, bylo to pro Daněliju překvapení, ale nezbylo mu nic jiného než souhlasit se zkouškou ještě večer toho dne. Sudakovová řekla Danělijovi, aby zavedl Basilašviliho na náměstí Pokrovské brány, což také učinil. Danělija ho vysadil na náměstí, ujel asi 50 metrů, podíval se do zpětného zrcátka a zjistil, že se Basilašvili dočista změnil. „Koukám a vidím, že se z něho stal úplně jiný člověk,“ vzpomíná Danělija. „Čepice mu sjela tak nějak na stranu a vůbec se mu nedařilo přejít ulici, vrhá se vpřed a hned zase zpátky. Tak tohle je Buzykin!“ Hned zavolal Sudakovové a oznámil jí, že Basilašviliho bere i bez zkoušky. Nakonec se ukázalo, že to všechno bylo součástí jejího plánu. Věděla, že se Danělija podívá do zrcátka a Basilašvilimu řekla, aby prostě zahrál Buzykina. 
Obsadit v některém ze svých filmů Marinu Nějolovovou plánoval Danělija už dávno před začátkem práce na Podzimním maratonu, kdy ji viděl ve studentském filmu jednoho ze svých žáků. Ani s rolí Varvary nebyly problémy, Danělija ji hned svěřil Galině Volčekové, se kterou se znal už od dětství. Stejně tak bylo hned jasné, že si ve filmu zahraje Jevgenij Leonov. Zpočátku pro něj byla sice připravena role Allina souseda, kterou nakonec dostal Nikolaj Krjučkov, ale Sudakovová pro něj prosadila výraznější roli, za což ji byl Danělija ve výsledku velice vděčný (ostatně stejně jako za Basilašviliho v roli Buzykina). 
Poslední rolí, kterou zbývalo obsadit byl profesor Hansen. Jurij Kušněrjov na ni navrhl svého známého, západoněmeckého novináře Norberta Kuchinkeho. Když ho Danělija uviděl (Kuchinke tehdy o jeho záměru natáčet s ním film nevěděl), bylo mu jasné, že je to ideální člověk pro roli Hansena. K tomu, aby bylo ale možné obsadit ve filmu občana západního státu, bylo ale zapotřebí povolení příslušných orgánů. Michail Škalikov, vedoucí zahraničního oddělení Státní komise pro kinematografii (Госкино) a Danělijův známý, mu tehdy poradil, aby se nikoho na povolení neptal, protože by mu ho stejně nikdo nevydal, aby na sebe nemusel brát zodpovědnost. Danělija se rozhodl řídit se jeho radou. Obrátil se tedy přímo na Kuchinkeho, který ovšem účinkování ve filmu odmítl z důvodů časového vytížení a absence zkušeností s vystupováním před kamerou. Režisérovi se ale nakonec podařilo Kuchinkeho přemluvit s tím, že natáčení nezabere víc než deset dní (ve výsledku se protáhlo na měsíc). Mezitím se ovšem objevily nové problémy: účinkování západoněmeckého občana v sovětském filmu bylo trnem v oku tehdejšímu vedení NDR. Aby nebyly dotčeny ničí zájmy, vyřešila se celá věc tak, že Kuchinke ve filmu nakonec představoval nikoli německého profesora, nýbrž profesora dánského.

### Název
Původní název scénáře Alexandra Volodina zněl Nešťastný život podvodníka. Tento název ovšem neodpovídal podstatě celého filmu, stavěl totiž Buzykina do jednoznačně negativního světla, zatímco jeho charakter je mnohem složitější. Autoři proto později zvolili jiný, neutrálnější název – Podzimní maraton, který více vystihuje základní smysl filmu. „Podzimní“ proto, že hlavnímu hrdinovi je už 46 let, a „maraton“ proto, že bez ohledu na svůj věk hlavní hrdina neustále „běží“ a nenachází čas k zastavení a ohlédnutí se za svým životem.

### Schvalování filmu
Scenárista Alexandr Volodin se zprvu obával, že úřady budou mít námitky ke konci filmu. Myslel si, že si úředníci Státní komise pro kinematografii vysvětlí finále filmu tak, že oba hrdinové běží na Západ. Když byl film hotov, Danělija ho prezentoval před šéfem Mosfilmu Nikolajem Sizovem, který po jeho zhlédnutí řekl: „Není to špatné. Je ale potřeba zamyslet se nad tím koncem.“ Nicméně Sizovovi se nelíbilo něco úplně jiného. Podle jeho názoru se měl Buzykin v závěru filmu vrátit ke své ženě. Danělija to ovšem kategoricky odmítl.
Ze Státní komise pro kinematografii přišlo několik drobných poznámek, ale o konci filmu žádná zmínka nepadla. Druhý den Danělijovi volal Sizov, který mu sdělil že komise zapomněla zmínit požadavek, že je třeba předělat konec filmu. Buzykin se buď musí vrátit k ženě, nebo musí být náležitě potrestán. Danělija mu odpověděl, že jediné, co může udělat, je prodloužit detailní záběr na zničeného Buzykina v závěru filmu. Vzápětí se ale zjistilo, že ani to není možné, neboť nepoužitý filmový materiál z finální scény už neexistoval. Danělija byl tedy nucen ukázat komisi film bez jakýchkoli úprav. Po projekci filmu před komisí se náměstek ministra kultury (který přišel krátce před koncem filmu) režiséra zeptal: „Prodloužil jsi ten detail?“ „Prodloužil,“ řekl Danělija. „Takhle je to o mnoho lepší,“ řekl náměstek.

## Ocenění
- Mezinárodní filmový festival v San Sebastiánu (1979) – hlavní cena Zlatá mušle a cena FIPRESCI
- Benátský filmový festival (1979) – cena italských novinářů za nejlepší výkon v mužské roli (Jevgenij Leonov) a cena FIPRESCI
- Všesvazový filmový festival v Dušanbe (1980) – hlavní cena
- Mezinárodní festival komediálních filmů v Chamrousse, Francie (1980) – hlavní cena
- Berlínský mezinárodní filmový festival (1980) – Cena ekumenické poroty – zvláštní doporučení (sekce Forum)
- Mezinárodní festival komediálních filmů v Gabrovu, Bulharsko (1981) – zvláštní cena
- Státní cena RSFSR bratří Vasiljevových (1981)

Film měl šanci získat i cenu americké Akademie filmového umění a věd Oscar, nominaci překazila sovětská intervence v Afghánistánu.